# 金剛智

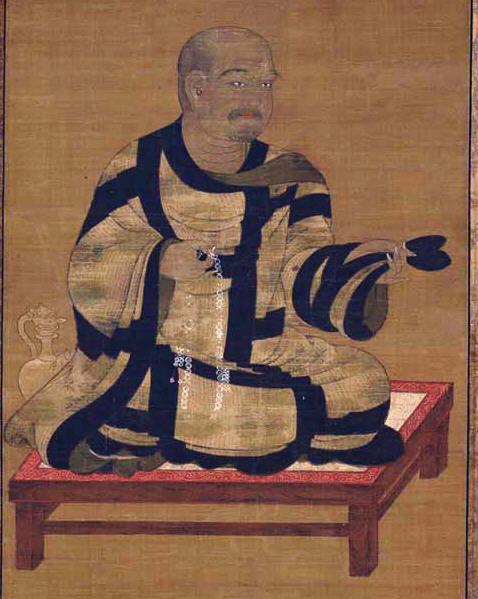
金剛智

金刚智 （梵語： Vajrabodhi，669年—741年），音译跋日罗菩提，汉传密宗的祖师，开元三大士之一，主要弘传金刚界一系。

## 在天竺
金刚智是南印度摩赖耶国人，婆罗门种姓，从小就聪颖过人。十岁时在那烂陀寺出家 ，依止寂静智师学习声明。十五岁时前往西印度，用四年时间学习法称论师的著作，然后回到那烂陀寺。二十岁时受具足戒。花六年时间学习了大小乘各种戒律。接着又学习了南宗《般若灯论》、《百论》、《十二门论》等著作。二十八岁时，在迦毗罗卫城，跟随胜贤论师学习《瑜伽论》、《唯识论》、《辩中边论》，历时三年。三十一岁时前往南印度，当时龙树菩萨的弟子龙智年事已高，金刚智在而后的七年时间里，依止龙智学习了《金刚顶瑜伽经》、《毗卢遮那总持陀罗尼法门》等大乘经典，以及各种五明论著，并受五部灌顶，显密通达。辞别师父龙智后，金刚智回到中印度。由于南印度大旱，应其王邀请，金刚智前去祈雨。而后国王为金刚智专门建造寺院。三年后，金刚智前往师子国瞻礼圣迹。回来后，准备前往东土。

## 在东土
国王派人护送金刚智，并带上了许多的经典梵夾，以及许多珍宝。从海路经师子国、佛誓、裸人国等二十余国，历经艰险，历时三年，终于719年 (开元七年)到达广州海面，节度使派数百船只前来迎接。次年初，到达东都洛阳，而后在两京传教。先后在慈恩寺、荐福寺、资圣寺、大荐福寺等处，或建立坛场，或翻译经典，度化四众。741年 (开元二十九年)，金刚智在洛阳圆寂。743年 (天宝二年)，在西龙门起塔。

## 译著
- 723年 (开元十一年)，于资圣寺，东印度婆罗门大首领直中书伊舍羅译语，嵩岳沙门温古笔受：

《金剛頂瑜伽中略出念誦經》(出梵本金剛頂經撮要抄譯)四卷，
《七俱胝佛母准泥大明陀羅尼經》(即《七俱胝陀罗尼》)一卷，
- 730年 (开元十八年)，于大荐福寺，沙门智藏（即是不空）译语，一行笔受，删缀成文：

《金剛頂經曼殊室利菩薩五字心陀羅尼品》(出梵本金剛頂經撮要抄譯)一卷
《觀自在如意輪菩薩瑜伽法要》(出梵本金剛頂經撮要抄譯)一卷，
- 731年 (开元十九年)後译出：

《金剛頂瑜伽修習毘盧遮那三麼地法》(出梵本金剛頂經撮要抄譯)一卷，
《千手千眼觀世音菩薩大身呪本》一卷
《千手千眼觀自在菩薩廣大圓滿無礙大悲心陀羅尼呪本》一卷
《不動使者陀羅尼祕密》一卷
《千臂千鉢曼殊室利經》十卷

## 著作
《金剛頂經大瑜伽祕密心地法門義訣》為《金剛頂瑜伽中略出念誦經》的註釋，是由金剛智口說，不空筆受而成。

## 法嗣
- 不空
- 大兴善寺沙门一行